# Mours-Saint-Eusèbe
Mours-Saint-Eusèbe là một xã thuộc tỉnh Drôme trong vùng Auvergne-Rhône-Alpes ở đông nam nước Pháp. Xã Mours-Saint-Eusèbe nằm ở khu vực có độ cao trung bình 171 mét trên mực nước biển.